# Barza (okręg Gorj)
Barza – wieś w Rumunii, w okręgu Gorj, w gminie Dănești. W 2011 roku liczyła 465 mieszkańców.